# دوري الدرجة الأولى الأرجنتيني 1893
دوري الدرجة الأولى الأرجنتيني 1893 (بالإسبانية: Campeonato de Primera División 1893)‏ هو الموسم 1 من دوري الدرجة الأولى الأرجنتيني. أشرف على تنظيمه اتحاد الأرجنتين لكرة القدم، وكان عدد الأندية المشاركة فيه 5، وفاز فيه Lomas Athletic Club ‏.